# Médaille des Sudètes
La médaille des Sudètes (en allemand, Die Medaille zur Erinnerung an den 1. Oktober 1938) est une décoration militaire du Troisième Reich, créée en 1938, pour commémorer l'annexion des Sudètes le 1er octobre 1938.

## Historique
Créée le 18 octobre 1938, la médaille commémore l'union des Sudètes à l'Allemagne nazie. Une fois encore, après l'Anschluss en mars 1938, Hitler fit preuve d'habileté, utilisant la politique de la corde raide somme un outil dangereux pour amener l'Allemagne à contrôler les Sudètes, et ainsi ouvrir la voie pour l'annexion de la Tchécoslovaquie.
La médaille était décernée à tous les officiels allemands (et allemands des Sudètes) et membres de la Wehrmacht et de la SS qui marchèrent sur les Sudètes. Plus tard, elle fut décernée aux participants de l'occupation des vestiges de la Tchécoslovaquie le 15 mars 1939.
La barrette du château de Prague fut décernée aux personnes ayant participé à la fois à l'annexion des Sudètes et à celle de la Bohème et la Moravie le 15 mars 1939. Elle fut créée le 1er mai 1939.

## Description

### Médaille des Sudètes
La médaille est en bronze et correspond au design d'autres médailles commémoratives décernées par le Troisième Reich dans l'entre-deux-guerres (Médaille de l'Anschluss).
Au verso, la seule différence est la date (1. OKTOBER 1938).
Elle était portée à gauche sur la poitrine, suspendue à un ruban noir avec une rayure rouge eu milieu, couleurs des Sudètes.

### Barrettes du château de Prague
La barrette est en bronze, représentant le château de Prague, épinglée sur le même ruban que celui de la médaille ; elle est remise pour avoir participé aux deux invasions, de la Bohème-Moravie et des Sudètes.

## Récipiendaires
La médaille fut décernée, jusqu'au 1er décembre 1939, 1 162 617 fois et la barrette 134 563 fois.